# 賺錢羅曼史
《赚钱罗曼史》（韓語：티끌모아 로맨스）是一部于2011年上映的韩国浪漫喜剧电影，由金正焕执导，韩艺瑟、宋仲基主演。电影讲述一个把赚钱当成人生唯一目标的女人和一个毫无赚钱意愿和能力的男人，为了实现积攒2亿韩元的目标，而渐渐展开的爱情故事。

## 剧情概要
青年无业游民千智雄屡次面试失败，从妈妈那里得到的零用钱也中断了，因为没有50韩元连恋爱事业都不能做，最后还被赶出了月租屋塔房。虚张声势的他遇到了“捡瓶的救世主”具弘实。以赚钱省钱为人生目标的具弘实向千智雄提出了传授赚钱秘诀的诱人提案，条件是他必须无条件地在两个月里听从自己的话。两个人开始了以攒下2亿韩元为目标的合作关系。尽管智雄像长工一般被弘实使唤，但却固执地依附在她身边，向她学习了省钱秘诀。随着账户余额开始逐渐增加，两人的感情也逐渐升温。

## 演员阵容
- 韩艺瑟 饰演 具弘实
- 宋仲基 饰演 千智雄
- 李相烨 饰演 杨光宇
- 申素律 饰演 河京珠
- 李在源 饰演 泰宇
- 李勇株 饰演 昌根
- 文世润 饰演 测试员
- 罗美兰 饰演 房东
- 金敬泰 饰演 赌徒1
- 韩根燮 饰演 李导演的角色
- 李东熙 饰演 便利店店员
- 金东铉 饰演 具洪实的父亲（特别出演）

## 外部连结
- NAVER上《赚钱罗曼史》的资料
- Daum上《赚钱罗曼史》的资料
- 韩国电影数据库（KMDb）上《賺錢羅曼史》的資料
- 互联网电影数据库（IMDb）上《賺錢羅曼史》的资料（英文）